# Teresa Heredia
Teresa Heredia fue una costurera, educadora y patriota venezolana, partidaria de la independencia de su país.

## Biografía

### Familia y trabajo
Heredia nació en la población de Ospino, actual estado Portuguesa, en el año de 1797. Según el historiador Luis Medina Canelón, debido a su oficio de costurera, Heredia debió pertenecer a los blancos de orilla; es decir, a la clase social de blancos no pudientes bajo el sistema de castas colonial. Asimismo, se dedicó a la alfabetización de niños.
Nació en el seno de un núcleo familiar inspirado en ideas de emancipación, perdiendo a sus padres por dicha causa, por lo que quedó a cargo de su tía en La Guaira. Fue pariente del coronel realista Fermín de Heredia.
Heredia contrae matrimonio a los 17 años de edad con José Antonio Agüero, con quien pronto quedó viuda cuando ella tenía 19 años de edad.

### Partidaria de la independencia de Venezuela
La primera ocasión en que Heredia tiene problemas con las autoridades coloniales ocurre en 1814 en la ciudad de Valencia, tras la toma de la ciudad por las fuerzas del realista José Tomás Boves. En ese entonces el gobernador de Valencia, el capitán Luis Dato, le decomisa «ciento y pico de camisones y nueve mil pesos», haciéndola presa. Inmediatamente se le impone un castigo de la época sin derecho a la defensa: le cortaron el cabello, se le bañó de melado, se le emplumó y se le hizo pasear desnuda por las calles.
Más tarde, en 1815, las autoridades coloniales descubren que un grupo rebelde, establecido entre Caracas y La Guaira, se encontraba acopiando armamento y otros elementos de guerra, y los testigos acusan a Heredia de almacenar dichas armas en su residencia. Sin embargo, las autoridades solo hallan escondites vacíos y correspondencia de soldados republicanos presos. De esta manera, Heredia permanece varios meses presa, pero posteriormente es liberada por no encontrarse pruebas mayores.
Posteriormente, en 1816, mientras Heredia se encontraba viajando entre Caracas y La Guaira, comentaba con gente de la zona su apoyo a favor de los rebeldes independentistas y en contra de la corona española, por lo que entonces cae nuevamente presa acusada de infidencia. Finalmente es expulsada de Venezuela en junio de ese año, partiendo hacia Estados Unidos, donde se casa nuevamente, tiene hijos y muere en dicho país.